# Аскоболові
Аскоболові (Ascobolaceae) — родина аскомікотових грибів порядку пецицальні (Pezizales). 

## Класифікація
Родина містить 6 родів та 129 видів.